# Carolina Aguirre
Carolina Andrea Aguirre Pérez (Guayaquil, Ecuador, 25 de junio de 1992) es una cantante, modelo y presentadora de televisión ecuatoriana, coronada Miss Ecuador 2012.

## Primeros años
Nacida de padre ecuatoriano y madre argentina-española. Aguirre habla español e inglés, y es actualmente una estudiante de periodismo en la UEES.

## Miss Ecuador 2012
Aguirre, con 1,78 m (5 pies 10 pulgadas) de altura, compitió como representante de Guayas, una de las 18 participantes del concurso de belleza nacional de su país, Miss Ecuador 2012, transmitido en vivo el 16 de marzo de 2012 en La Libertad, donde obtuvo los premios a la mejor figura, mejor cara y más popular en Facebook, y se convirtió en la ganadora del título, con el derecho de representar a Ecuador en el Miss Universo 2012.

## Miss Universo 2012
El 19 de diciembre de 2012, Aguirre representó a Ecuador en el certamen de Miss Universo 2012 en Las Vegas, Nevada. Quién a pesar de ser una de las más grandes favoritas por el continente americano. No obtuvo el pase directo al Top 16 de la semi-finalistas. Sin embargó después de la noche final, el dueño del Miss Universo, Donald Trump, le dio una propuesta a Carolina de ser modelo en desfiles de moda en Nuevo York y de ir a radicarse a Estados Unidos. Sin embargó ella rechazó dicha propuesta.

## Miss Continentes Unidos 2013
El 14 de septiembre de 2013, antes del concurso ganó el Mejor Rostro del concurso  Aguirre ganó el concurso de Miss Continentes Unidos 2013 realizado en Guayaquil, Ecuador.